# کستریت
کستریت (به انگلیسی: Kesterite) یک کانی سولفیدی با فرمول شیمیایی Cu2(Zn,Fe)SnS4 است. در ساختار شبکه‌ای آن، اتم‌های روی و آهن در محل‌های شبکه مشترک هستند. کستریت گونه‌ای غنی از روی است در حالی که شکل فقیر روی آن فروکستریت یا استانیت نامیده می‌شود. به دلیل شباهت آنها گاهی اوقات کستریت، ایزوستانیت نامیده می‌شود. شکل مصنوعی کستریت به اختصار CZTS (از سولفید مس روی قلع) نامیده می‌شود. نام کستریت گاهی اوقات به ماده مصنوعی و همچنین سی‌زدتی‌اس که به جای گوگرد حاوی سلنیوم است، تعمیم داده می‌شود.